# Porady na zdrady (Dreszcze)
Porady na zdrady (Dreszcze) – piosenka i singel Ani Dąbrowskiej promujący komedię Ryszarda Zatorskiego pod eponimicznym tytułem Porady na zdrady. Artystka wypowiedziała się nt. utworu:

Przeleżała w szufladzie kilka lat i nawet był plan, aby trafiła na płytę „Dla naiwnych marzycieli”. Nie udało nam się jednak wtedy znaleźć dobrego sposobu na jej aranżację. Kluczem okazał się film i propozycja napisania do niego utworu. Od razu pomyślałam o tej piosence, bo zawsze wierzyłam, że ma w sobie duży potencjał

## Notowania

### Listy przebojów
Radio
| Kraj   | Notowanie (2017)                                   | Najwyższa pozycja na liście |
| ------ | -------------------------------------------------- | --------------------------- |
| Polska | Polskie Radio Szczecin (SLiP)                      | 3                           |
| Polska | Polskie Radio Program III (Lista przebojów Trójki) | 29                          |
| Polska | RMF FM (POPLista)                                  | 1                           |

## Certyfikat
| Kraj          | Certyfikat         | Sprzedaż |
| ------------- | ------------------ | -------- |
| Polska (ZPAV) | 4x platynowa płyta | 80 000+  |